# Make Rebecca Great Again
"Make Rebecca Great Again" es el séptimo episodio de la serie de televisión de comedia dramática deportiva estadounidense Ted Lasso, basada en el personaje interpretado por Jason Sudeikis en una serie de promociones para la cobertura de NBC Sports de la Premier League de Inglaterra. El episodio fue escrito por el protagonista Jason Sudeikis a partir de una historia del productor consultor Joe Kelly y el miembro del elenco Brendan Hunt, y dirigido por Declan Lowney. Se estrenó en Apple TV+ el 11 de septiembre de 2020.
La serie sigue a Ted Lasso, un entrenador de fútbol americano universitario, que es reclutado inesperadamente para entrenar a un equipo ficticio de la Premier League inglesa, el AFC Richmond, a pesar de no tener experiencia como entrenador de fútbol. La dueña del equipo, Rebecca Welton, contrata a Lasso con la esperanza de que fracase como medio para vengarse del anterior dueño del equipo, Rupert, su ex marido infiel. En este episodio, Richmond se dirige a Liverpool para un partido contra el Everton FC, aunque la vida personal de Ted lo distrae.
El episodio recibió críticas extremadamente positivas de los críticos, quienes elogiaron la actuación de Jason Sudeikis, el tono maduro, el desarrollo de los personajes y la escritura. Por su actuación en el episodio, Nick Mohammed fue nominado a Mejor Actor de Reparto en una Serie de Comedia en los 73.º Premios Primetime Emmy. Además, el episodio fue nominado a Mejor guion para una serie de comedia y Mejor dirección para una serie de comedia.

## Trama
El AFC Richmond se prepara para partir hacia Liverpool para disputar un partido contra el Everton F.C., un equipo al que no ha podido derrotar en 60 años. Mientras tanto, Rebecca (Hannah Waddingham) está distraída por el aniversario de su matrimonio, por lo que decide llevar a Keeley (Juno Temple) con ella en un jet privado a Liverpool.
Mientras el equipo se aloja en el hotel, Rebecca y Keeley pasan tiempo juntas. A ellos se les une la vieja amiga de Rebecca, Flo "Sassy" Collins (Ellie Taylor), y los tres van a beber. Sassy conoce a Ted (Jason Sudeikis) en la recepción y se enamora de él. Ted está ansioso y distraído porque le han enviado papeles de divorcio para firmar. Cuando descubre a Nate (Nick Mohammed) dejando sugerencias para el equipo bajo la puerta de su habitación de hotel, le grita. A la mañana siguiente, se disculpa con Nate y acepta seguir sus sugerencias. Sin embargo, le pide a Nate que dé un discurso motivador al club antes del partido. El discurso de Nate incluye insultos a los jugadores, algo que el equipo considera divertido y los motiva a mejorar su rendimiento. Richmond gana el partido 1-0 gracias a un gol de Roy (Brett Goldstein), su primer gol en mucho tiempo.
Para celebrarlo, el equipo sale a un bar de karaoke. Rebecca canta "Let It Go", impresionando a la multitud. Durante su actuación, Ted sufre un ataque de pánico y sale tambaleándose del bar. Rebecca lo encuentra y lo consuela, ofreciéndose a llevarlo de regreso al hotel, pero Ted le asegura que puede ir solo. Cuando la celebración termina, Roy acompaña a Keeley a su habitación de hotel, donde la besa y luego se va. En su habitación, Ted finalmente firma los papeles. Luego abre la puerta y encuentra a Sassy, quien entra en su habitación.

## Desarrollo

### Producción
El personaje de Ted Lasso apareció por primera vez en 2013 como parte de la promoción de NBC Sports de su cobertura de la Premier League, interpretado por Jason Sudeikis.  En octubre de 2019, Apple TV+ encargó una serie centrada en el personaje, con Sudeikis retomando su papel y coescribiendo el episodio con el productor ejecutivo Bill Lawrence.  Sudeikis y sus colaboradores Brendan Hunt y Joe Kelly comenzaron a trabajar en un proyecto alrededor de 2015, que evolucionó aún más cuando Lawrence se unió a la serie.  El episodio fue dirigido por Declan Lowney y escrito por el miembro principal del reparto Jason Sudeikis a partir de una historia del productor consultor Joe Kelly y el miembro principal del reparto Brendan Hunt. Este fue el primer crédito como director de Lowney, el tercer crédito como guionista de Sudeikis, el tercer crédito como guionista de Kelly y el tercer crédito como guionista de Hunt para el programa. 
Disney inicialmente negó el permiso para licenciar "Let it Go" de la película Frozen de 2013 para la escena de karaoke de Rebecca. Sin embargo, los escritores insistieron en utilizar la canción y filmaron la escena con ella con la esperanza de utilizar el producto final para hacer cambiar de opinión a Disney. Grabaron una escena alternativa de Rebecca cantando "I Will Survive" de Gloria Gaynor en caso de que la estrategia no funcionara. Luego de presentar la escena filmada, Disney revirtió su negación y licenció la canción para el episodio.

## Reseñas críticas
"Make Rebecca Great Again" recibió críticas extremadamente positivas de los críticos. Gissane Sophia de Marvelous Geeks Media escribió: "La responsabilidad importa. La amabilidad importa. Aceptar lo bueno, lo malo y lo feo importa. Y compartir nuestro dolor importa. 'Make Rebecca Great Again' de Ted Lasso deja en claro que no hay oscuridad de la que estos personajes no puedan salir, y es hermoso en más formas de las que tengo palabras".
Mads Lennon de FanSided escribió: "Como gran fan de la relación Keeley/Rebecca, me encantó verlas juntas en este episodio, especialmente porque Keeley dejó en claro que está realmente enamorada de Rebecca. Verla bromear con Rebecca sobre querer tener "sexo perverso" con ella mientras ella vuelve a sumergir su pie en la piscina de mujeres fue divertidísimo. Puede que no sea una confirmación genuina, pero lo tomo como que Keeley es bisexual".  Daniel Hart de Ready Steady Cut le dio al episodio una calificación de 4 estrellas de 5 y escribió: "Ted Lasso sigue impresionando y 'Make Rebecca Great Again' es sorprendentemente conmovedor a nivel emocional a medida que los personajes aceptan sus pérdidas". 

### Premios y reconocimientos
TVLine nombró a Jason Sudeikis como el "Artista de la Semana" de la semana del 12 de septiembre de 2020, por su actuación en el episodio. El sitio escribió: "En el fondo de todo esto, Ted, impulsado por muchos recordatorios, estaba aceptando su divorcio. Porque, a pesar de la buena cara que puso antes cuando aceptó 'dejar ir' a Michelle, esta semana Sudeikis nos dejó en claro que, de hecho, eso estaba lastimando mucho, mucho al optimista".
Nick Mohammed fue nominado por este episodio al premio Primetime Emmy como Mejor Actor de Reparto en una Serie de Comedia en la 73.ª edición de los Premios Primetime Emmy.  Perdió el premio ante su coprotagonista, Brett Goldstein.  El episodio también fue nominado a Mejor guion para una serie de comedia y Mejor dirección para una serie de comedia, perdiendo ambos premios ante Hacks por el episodio "There Is No Line". 